# 百年の物語
『百年の物語』（ひゃくねんのものがたり）は、2000年8月28日から8月30日の3夜連続で、TBS系で放送されていた日本のハイビジョン製作のスペシャルドラマ。制作・TBSエンタテイメント、製作著作・TBS。

## 概要
女性の生き方は百年の間に大きく変化したことをテーマに、母、娘、孫、曾孫とそれぞれの世代を通して“百年”を描ききった作品である。
民放で3夜連続の2時間半のドラマを制作したのは史上初の試みであり、3夜とも高視聴率を獲得。3夜の平均視聴率は29.6%（関東地区、ビデオリサーチ調べ）。
3夜にわたって松嶋菜々子が主演をつとめた。『やまとなでしこ』（フジテレビ系列、2000年）、『利家とまつ〜加賀百万石物語〜』（NHK大河ドラマ、2002年）、『家政婦のミタ』（日本テレビ系列、2011年）と並ぶ、松嶋の代表作でもある。
脚本家は、これまでTBSドラマを支えてきたヒット作の多い3人がリレー方式で執筆。3夜の物語を通じて肖像画が登場する。
また、脇を固める俳優陣、演出、音楽とも、豪華な顔ぶれを揃えて話題となった。
2000年12月22日には、VHSとDVDが発売された（それぞれ全3巻）。
横浜市にある放送ライブラリーでは、3話とも無料で閲覧できる。

## 第1夜「大正編・愛と憎しみの嵐」

### 放送時間
2000年8月28日21:00 - 23:24、視聴率29.2%

### ストーリー
20世紀前半、大正9年の夏。江戸時代から続く山形・米沢の豪農戸倉家の長女、彩。本宅の東京からたまたま米沢に帰省中、小作の青年、八代公太と知り合う。貧困に苦しむ小作の公太は彩に想いを寄せ、肖像画を描く。公太の夢が画家になることだと知った彩は、公太に上京を勧める。たった一人の母の反対を押し切り、彩を慕って東京に出てきた公太は彩と再会を果たす。
しかし、再会の喜びもつかの間、戸倉家の事業の失敗から彩に政略結婚の話が持ち上がる。彩は家を守る為に、九州の貧農から一代で身を起こした青年実業家の横山平吉の元に嫁ぐ。自分とは全く違う世界に住む彩の姿を目のあたりにした公太は、見せると約束した絵を川に投げ捨て2度と絵は描かないことを心に決めるのだった。
横山家に嫁いだ彩を待っていたものは、成り上がりである平吉の“体面を保つ為だけの嫁”を求める姑、イトとの生活だった。夫の平吉は新婚初夜に夫婦の営みを拒絶してから、毎晩に妾（めかけ）の家に宿泊し帰宅しない。ついに離婚を決意して、戸倉の家に帰るも母や兄が語る平吉頼みの戸倉家の内情を知り、横山の家に戻るしかない彩だった。
横山家の飾り物の嫁としての生活を送る彩に転機が訪れる。関東を襲った大地震は横山家も例外ではなかった。逃げ遅れた彩を助けにきたのは、影から彩を見守り続けていた公太だった。画家の夢を捨てた公太は株で資金を得て、東京郊外の土地の買い占めを進める不動産業を営んでいた。助け出された彩は郊外の公太の家で好きな人と過ごす当たり前の暮しに心を癒していた。
しかし、そんな生活も長くは続かず、彩を平吉が連れ戻しに来た。帰宅を拒み離縁を持ち出す彩に平吉は、公太との姦通罪で訴えると脅しをかける。不義を働いた覚えはないが、自分だけでなく公太も全てを失うことになることを恐れた彩は平吉の元に帰る。公太との不義を疑う平吉は力づくで彩の体を我が物にした。抜け殻のようになった彩を平吉は毎夜抱く。
そんなある日、彩は平吉の子を身ごもる。妊娠を知った平吉は「本当は公太の子ではないか」と責を攻める。決意を固めた彩は平吉とイトの隙をつきて逃げるように出て行く。そして平吉の子を堕胎してしまう。無許可の堕胎は罪に問われる時代、彩は警察に捕まり、懲役1年の実刑を言い渡される。
戸倉家からも絶縁された刑務所での生活は、彩が生まれ変わる為に必要な時間であった。
一年が過ぎた。刑務所を出た彩を公太が車で迎えに来ていた。その公太の後ろから歩いて近づいてきたのは平吉だった。この一年の間にイトは他界し、事業にも失敗した平吉には何も残っていなかった。離縁を自分から切り出した平吉は、彩を初めて見た時から熱烈に愛していたにもかかわらず、自身の出自による劣等感から歪んだ愛し方しかできなかったこと。そのことと公太への嫉妬で彩を苦しめたことを心から詫びた。
平吉に背を向けて家を出た彩だったが、立ち止まり平吉の元に戻る。彩は今知った。自分のこれからの生きるべき道を。それは全てを失った平吉と満州へ一緒に渡り、彼を支えて生きていく事だった。大連への出航の日、港には家族の目を盗んで見送りに来た母・史の姿が目に入る。しかし、もの影からそっと見送る公太の姿は彩の目に入る事はなかった。
大連の船会社に職を得た平吉と彩は娘を授かり、忙しくも慎ましやかで平穏な日々を送っていた。そんな彩の元を幼い息子を連れた一人の女性が訪れる。女性は公太の妻、八代由加であった。一流の事業家に成長した公太であったが、第一次上海事変の召集令状を受け、肉弾勇士として突撃爆死した。公太が常に大切にしていた肖像画が彩を描いたものであることを知った由加は、その人物を確かめる為に大連に訪ねてきたのだった。彩と会い、夫の想いを理解する。由加は夫の生きた証として、肖像画を持つ許しを彩からもらい別れる。
やがて満州で始まった戦争は日中戦争、そして太平洋戦争へと拡大。やがて彩は第2子の息子も授かり平吉を南方で喪い、彩自身も夫の戦死を知ることなく昭和20年3月10日の東京大空襲で幼子二人を残したままその人生の幕を閉じるのであった。

### 出演
- 戸倉（横山）彩：松嶋菜々子
- 戸倉史：黒木瞳
- 横山平吉：山口祐一郎
- 八代公太：原田龍二
- 八代由加：菅野美穂
- 戸倉直道：林隆三
- 八代きぬ：泉ピン子
- 横山イト：草笛光子
- 戸倉耕作：柏原収史
- 横山家 家政婦・トメ：岡本麗
- 戸倉力：浜田学
- 刑事：温水洋一
- ナレーション：奈良岡朋子
- 木瓜みらい、藤田哲也、林和義、小寺大介、渡会良 ほか

### スタッフ
- 脚本：橋田壽賀子
- プロデュース：八木康夫（TBS）
- 演出：井下靖央（TBS）
- 音楽：若草恵
- ロケ協力：山形市、北上市、東邦航空、紅花資料館、遠野ふるさと村 ほか
- 時代考証：上野武義
- 絵画指導：妻木良三
- CG：曽利文彦
- 演出補：佐々木雅之、村田淳志、波多野貴文、山室大輔、小澤通子

## 第2夜「戦後編・愛は哀しみをこえて」

### 放送時間
2000年8月29日21:00 - 23:18、視聴率27.0%

### ストーリー
20世紀の中頃、昭和24年、焼け野原と化した東京は混乱と荒廃が続いていた。凄まじい食糧難と物資不足が国民を襲い、人々は闇市に群がった。その中に小学校教師の横山純子の姿もあった。警官に娼婦と間違われて連行された純子を助けてくれたのが日系米軍士官のヒロセ・カズオだった。 ある日、闇市で危険な取引を繰り返す弟の真一が米兵を相手に喧嘩騒ぎを起こした。カズオが止めてくれたものの、真一は負傷して病院に担ぎ込まれる始末。純子が駆けつけると、真一の恋人・とし子が喧嘩は自分のせいだと言い出した。とし子は一年前に米兵に乱暴され、真一はその復讐を企てたのだ。この事件をきっかけに純子はカズオとしばしば会うようになった。戸惑いながらも次第にカズオに引かれていく純子を見て、真一は怒りを募らせていく。 そんな時、一人の復員兵が純子のアパートを訪ねてきた。母・彩の弟・耕作だった。耕作は激戦地を渡り歩き、覚悟の突撃をしたが結局生還したのだ。耕作は「死に損なった」と自分自身を追い詰め、身も心もぼろぼろになっていた。そんな耕作を、真一は負け犬を見るような眼差しで見つめていた。 純子が彩の遺骨を郷里・山形の菩提寺に納骨し、カズオと初めて結ばれた翌日、事件は起きた。闇市の取引でテキ屋グループの怒りをかった真一は倉庫に監禁され、絶体絶命の危機に直面していた。とし子の知らせで真一の救出に向かい謝罪する耕作に相手は拳銃を取り出した。反射的に自分の銃を抜く耕作の姿には、幾度となく死地をくぐり抜けた男の不気味さがあった。一方、カズオは純子にプロポーズの言葉を残して朝鮮戦争のためソウルに出征した。

### 出演
- 横山純子：松嶋菜々子 - 彩の娘にあたる。
- 戸倉耕作：ビートたけし - 彩の弟にあたる。横山姉弟の母方の叔父。
- ヒロセ・カズオ：大沢たかお
- 島崎芳江：永作博美
- 永井とし子：竹内結子
- 成田：久本雅美
- 横山真一：反田孝幸 - 彩の息子で純子の弟（耕作の甥）にあたる。
- 寺の住職：伊東四朗
- 野原医師：角野卓造
- ナレーション：杉本るみ
- 広岡由里子、ロバート・ホフマン、森下哲夫、片岡聖子、山上賢治、濱近高徳、南雲勇助、栗原直樹 ほか

### スタッフ
- 脚本：山元清多
- プロデュース：八木康夫（TBS）
- 演出：竹之下寛次（TBS）
- 音楽：若草恵
- ロケ協力：海上自衛隊横須賀地方総監部、茨城県大子町役場 ほか
- 米語監修：七里具治
- 殺陣：國井正廣、山村賢
- 時代考証：上野武義
- CG：曽利文彦
- 演出補：佐々木雅之、村田淳志、波多野貴文、山室大輔、川嶋龍太郎

## 第3夜「現代編・Only Love」

### 放送日
2000年8月30日21:00 - 23:18、視聴率32.6%

### ストーリー
20世紀最後の年、西暦2000年（平成12年）の夏、横山純子が73歳で他界して早2年が経った。郷里での3回忌法事に出席した孫の千代を偶然小川で目撃し、そのまま米沢から東京へ尾行する男がいた。その男は八代進次。仮出所したばかりの元ボクサーでパンチドランカー（慢性外傷性脳症）におかされていた。初めて会った男に千代は、人工妊娠中絶手術の書類にサインをして欲しいと頼み込んだ。不倫相手のある男との子であった。事情は知らない進次だが、何故か土下座をして中絶はやめて欲しいと千代に迫った。しばらくして、一枚の絵を持った進次が千代を訪ねてきた。古い絵だが、描かれている女性は千代にそっくりだ。そんな折、4歳の千代を捨てた母親から20数年ぶりに連絡があった。混乱した千代は、結婚して幸せに暮らしていると電話口で嘘をついた。その母がアメリカから来日することになり、慌てた千代は、母親が日本にいる間だけ進次に偽装夫婦を依頼。母を迎える準備が整ったところ、やって来たのは、病気悪化のため逆にアメリカに来て欲しいというエアメールであった。嫌がる進次を連れて、千代はアメリカに飛んだ。二人はレンタカーで母親の住むロス・オリボスに向う途中、ちょっとした隙に車を盗まれてしまう。そしてヒッチハイクを始めた千代たち。しかし、行き先は全く違うラスベガスで、有り金全部を運転手に盗られてしまう。残った金目のものを現金に替え、カジノで一攫千金を狙う千代だが、全部裏目。だが、千代の逆に賭けた進次が儲けを増やしていった。高級ホテルで別々に夜を過ごし、いよいよ母親の家に到着という時、急に千代が尻込みし始めた。千代も進次もそれぞれ自分の語りを話し始め、強気だった千代も徐々に心を開いていった。そして、ついに母親が暮らす家に着いた二人だが・・・。

### 出演
- 横山千代：松嶋菜々子 - 純子の孫、彩の曾孫にあたる。母方の祖父違いの叔父と叔母がいる。
- 八代進次：渡部篤郎 - 八代公太の曾孫にあたる。かつては、プロボクシングのジュニアライト級東洋太平洋王座まで行った。
- 千代の元恋人：佐野史郎
- 八代進太郎：久富惟晴
- 井上弁護士：橋爪功
- 千代の母親：原田美枝子 - 純子の娘にあたる。
- 根本菜穂：山口紗弥加 - 千代が勤務する出版社の後輩。
- 斉藤暁、半海一晃、久富惟晴、窪園純一、森みつえ、山本ふじこ、宮下今日子 ほか

### スタッフ
- 脚本：遊川和彦
- プロデュース：八木康夫（TBS）
- 演出：土井裕泰（TBS）
- ロケ協力：全日本空輸、JTB、東日本旅客鉄道、新東京国際空港公団 ほか
- ファイティングコーディネート：山村賢、井上英治
- CG：曽利文彦
- 演出補：山田康裕、波多野貴文、山室大輔、川嶋龍太郎

## 受賞歴
- 第26回ザテレビジョンドラマアカデミー賞[1]
  - ザテレビジョン特別賞
- 第9回橋田賞大賞[2]

## 主題歌
- ナナ・ムスクーリ「オンリーラブ」（ユニバーサル）